# Dani Felber
Dani Felber (Münsterlingen, 10 februari 1972) is een Zwitserse jazz-trompettist, bugelist, bigband-leider, componist en arrangeur.
Felber studeerde in 2001 af aan de Swiss Jazz School. Tijdens zijn studie was hij lid van de Swiss Jazz School Big Band onder leiding van Bert Joris. Met deze band begeleidde hij gastmusici als Bob Mintzer, John Lewis, Johnny Griffin, Jimmy Heath, Phil Woods, Franco Ambrosetti, Clark Terry en de New York Voices tijdens verschillende jazzfestivals in Europa en Amerika. In 1998 begeleidde hij in deze groep Clark Terry in New York en Washington. In 2000 speelde hij in de bigband van Peter Herbolzheimer als begeleider van Benny Golson, in Frauenfeld. 
Sinds 2001 is hij actief met verschillende groepen: een kwartet, een orkest en een bigband. Als bandleider is hij vooral beïnvloed door Count Basie. Hij begeleidde onder andere Al Porcino, Carmen Bradford, Lyambiko, Paul Kuhn, Bill Ramsey en Joe Haider. Als solist is hij wel vergeleken met Clark Terry en Chuck Mangione, terwijl hij als componist en arrangeur beïnvloed is door Frank Foster en Sal Nistico. Voor zijn bigband heeft hij vele tientallen nummers geschreven.
Felber heeft tien albums op zijn naam staan (2015), die hij zelf produceerde. In 2015 richtte hij een eigen platenlabel op, Dani Felber Records.
De Zwitser heeft verschillende prijzen ontvangen: een prijs van de International Association of Jazz Education (1998), een Swiss Jazz Award (2010) en een Rotary Kultur Preis (2012). In 2008 werd hij Ambassador of Big Band Music en werd hij opgenomen in de Big Band Hall of Fame in Florida.

## Discografie
- Music Was My First Love(met zijn Bigband),  2001
- In A Mellow Tone(met zijn Bigband),  2002
- Dani Felber meets Hazy Osterwald(met zijn Bigband), 2003
- Swing Is In(met zijn Bigband),  2005
- Sweet Breeze(met zijn Bigband),  2009
- Sinas Dream (met zijn kwartet), 2010
- More Than Just Friends(met zijn Bigband),  2010
- That's My Life (met zijn orkest), 2011
- Thank You, Fos! (opgedragen aan Frank Foster)(met zijn Bigband),  2012
- Live at Langenthal'(met zijn Bigband),  2014
- Portrait of Dani'(met zijn Bigband, orkest,kwartet),  2015